# Kollundsbjörnbär
Kollundsbjörnbär (Rubus kollundicola) är en rosväxtart som beskrevs av Gustafsson. Enligt Catalogue of Life ingår Kollundsbjörnbär i släktet rubusar och familjen rosväxter, men enligt Dyntaxa är tillhörigheten istället släktet rubusar och familjen rosväxter. Arten har ej påträffats i Sverige. Inga underarter finns listade i Catalogue of Life.